# لورينتيس إيفان
لورينتيس إيفان (بالرومانية: Laurențiu Ivan)‏ هو لاعب كرة قدم روماني في مركز الدفاع، ولد في 8 مايو 1979 في برايلا في رومانيا. لعب مع نادي فاسلوي.

## وصلات خارجية
- لورينتيس إيفان على موقع قاعدة بيانات كرة القدم.إي يو (الإنجليزية)
- لورينتيس إيفان على موقع Soccerway.com (الإنجليزية)